# Sociedad de responsabilidad limitada (Spanien)
Die Sociedad de responsabilidad limitada (S.L.) ist eine spanische Kapitalgesellschaft und entspricht dort ungefähr der GmbH nach deutschem Recht. Die S.L. ist im LSRL (Ley de Sociedades de Responsibilidad Limitada – Gesetz der Gesellschaften mit beschränkter Haftung) von 1953 geregelt. Das Gesetz orientierte sich schon damals sehr am deutschen GmbH-Recht. Diese Parallelität hat sich bis heute, auch in Rechtsprechung und Rechtswissenschaft, erhalten. Es gibt aber einige bedeutende Unterschiede.

## Gründung
Das zur Gründung notwendige Stammkapital beträgt 3.006 Euro. Hinzu kommen noch Anwalts- und Notarkosten. Die Gründung erfolgt bei einem spanischen Notar durch Unterzeichnung des Gesellschaftsvertrages durch die Gesellschafter. Durch spätere Eintragung in das spanische Handelsregister erhält die S.L. ihre volle Rechts- und Geschäftsfähigkeit.
Von der Gründung bis zur Eintragung können je nach Jahreszeit und Kapazität und Belastung der entsprechenden Behörde zwischen 4 und 8 Wochen oder auch mehr verstreichen. In diesem Zeitraum ist das Stammkapital blockiert. Die S.L. ist jedoch in gewissem Rahmen juristisch bereits handlungsfähig, es besteht eine Gründungsgesellschaft, die sogenannte S.L. en constitución oder kurz S.L. e.c.
Um die Gründung zu beschleunigen, kann alternativ zu einer Neugründung eine Vorrats-S.L. von einem darauf spezialisierten Unternehmen gekauft werden (Mantelgesellschaft). Hierbei ist vom Käufer darauf zu achten, ob diese vor der Übernahme bereits geschäftlich tätig war, denn eventuelle versteckte Schulden werden automatisch mit übernommen, auch wenn sie bei Übernahme dem Käufer nicht bekannt waren.

## Wichtige Dokumente der S.L.
- Escritura notarial de constitución (notariell beglaubigtes Dokument über die Eintragung)
- Libro-Registro de socios (Gesellschafter-Register)
- Libro de actas (Protokollbuch)
- Libros contables (Geschäftsbücher)

## Steuerliche Behandlung der S.L.
Der Sitz der S.L. kann nur in Spanien sein. Die Steuern des Unternehmens sind grundsätzlich in Spanien nach spanischem Recht abzuführen. Die Möglichkeit, Betriebsausgaben abzusetzen, ist wesentlich großzügiger als nach deutschem Recht. Nach der Eintragung in das spanische Handelsregister erhält die S.L. eine spanische Steuernummer ("CIF"). Außerdem kann die S.L. eine internationale Steuernummer beantragen; diese ermöglicht es unter bestimmten Bedingungen Geschäfte mit gewissen europäischen Ländern ohne Mehrwertsteuerpflicht abzuwickeln.

## Geschäftsführer und Haftung
Zur Führung der Geschäfte und für die Vertretung der Gesellschaft nach außen werden ein oder mehrere Geschäftsführer eingesetzt. Die Regeln für die Durchgriffshaftung des Geschäftsführers sind weniger streng als nach deutschem Recht.
Sollte allerdings dem Verwalter und/oder Gesellschafter eine Konkursverschleppung oder Straftaten, die zum Konkurs der Gesellschaft führen, nachgewiesen werden, so können auch bei der SL Verwalter (Geschäftsführer) und/oder Gesellschafter gesamtschuldnerisch, also mit Geschäfts- und Privatkapital, in die Haftung genommen werden. (Art. 133 LSL)

## Niederlassungen
Nach den Regeln über die europäische Niederlassungsfreiheit kann eine spanische S.L. in jedem Land der europäischen Union eine Niederlassung eröffnen (hierdurch wird sie in der Regel allerdings dort steuerpflichtig). Es besteht keine Nachweispflicht darüber, dass sie an dem Ort der Niederlassung auch tätig ist. Wenn nur eine Repräsentanz und keine Niederlassung eröffnet wird, dann entsteht regelmäßig keine Steuerpflicht am Ort der Repräsentanz. Es ist jedoch darauf zu achten, dass die Repräsentanz von den Finanzbehörden nicht als Niederlassung angesehen wird.

## Sonstiges
Durch eine S.L. ist es möglich, den deutschen Meisterzwang zu umgehen.